# El ratón capturado (Rotta)
El ratón capturado (en italiano y originalmente: Il topo catturato) es un cuadro del pintor italiano Antonio Rotta, pintado en Venecia en 1878 con técnica de pintura al óleo sobre madera, expuesto hoy en la colección permanente del museo Galería Morava de Brno en la República Checa.